# Скаллион, Брук
Брук Скаллион (англ. Brooke Scullion; род. 31 марта 1999, Беллахи), выступающая под мононимом Брук — британская певица. Представляла Ирландию на конкурсе песни «Евровидение-2022» с песней «That's Rich». Она также участвовала в «Голосе Великобритании», финишировав третьей в финале.

## Музыкальная карьера

### 2020:The Voice
В 2020 году она была выбрана для выступления в британской версии телешоу The Voice под руководством Меган Трейнор. На слепых прослушиваниях она спела кавер-версию «Bruises», в итоге попав в топ 4 серии. В поединках она выиграет у Джордана Филипса. Она прошла в нокауты и вышла в финал с кавером «Nothing Breaks Like a Heart». В финале она заняла третье место.

### 2022: Конкурс песни «Евровидение»
В январе 2022 года Брук была объявлена одной из шести финалистов, которые будут бороться за то, чтобы стать представителем Ирландии на Евровидении-2022. На национальном отборе Брук получила 78 % всех возможных баллов, набрав 12 баллов как от международного жюри, так и от зрителей, а также четыре от жюри в студии. Она выиграла у второго места на 4 балла.